# تیلن (آلمان)
تیلن (به آلمانی: Tielen) یک شهر در آلمان است که در اشلسویگ-فلنسبورگ واقع شده‌است. تیلن ۳۱۰ نفر جمعیت دارد.